# Anolis transversalis
Anolis transversalis este o specie de șopârle din genul Anolis, familia Polychrotidae, descrisă de Duméril 1851. Conform Catalogue of Life specia Anolis transversalis nu are subspecii cunoscute.